# Enneapterygius elegans
Enneapterygius elegans är en fiskart som först beskrevs av Peters, 1876.  Enneapterygius elegans ingår i släktet Enneapterygius och familjen Tripterygiidae. Inga underarter finns listade i Catalogue of Life.